# Чернава (приток Воронежа)
Чернава — река в России, протекает по территории Мичуринского района Тамбовской области. Правый приток Воронежа.

## География
Река Чернава берёт начало западнее посёлка Мичуринский лесоучасток. Течёт на юг через сосновые леса. Устье реки находится в 318 км от устья реки Воронеж. Длина реки составляет 16 км, площадь водосборного бассейна — 55,8 км².

## Данные водного реестра
По данным государственного водного реестра России относится к Донскому бассейновому округу, водохозяйственный участок реки — Воронеж от истока до города Липецк, без реки Матыра, речной подбассейн реки — бассейны притоков Дона до впадения Хопра. Речной бассейн реки — Дон (российская часть бассейна).
Код объекта в государственном водном реестре — 05010100512107000002627.